# مارجريتا أميرة اليونان والدنمارك
الأميرة مارغريتا من اليونان والدنمارك (باليونانية: Πριγκίπισσα Μαργαρίτα της Ελλάδας και της Δανίας) (18 أبريل 1905 – 24 أبريل 1981) كانت أميرة يونانية ودنماركية بالولادة، وأميرة هوهِنلوه-لانغنبورغ بالزواج. وهي الأخت الكبرى للأمير فيليب، دوق إدنبرة (زوج الملكة إليزابيث الثانية)، وارتبط اسمها لفترة وجيزة بالنظام النازي.
كانت مارغريتا الابنة الكبرى للأمير أندرو من اليونان والدنمارك والأميرة أليس من باتنبرغ، وقضت طفولتها بسعادة بين أثينا وكورفو. لكنها شهدت في شبابها حروب البلقان (1912–1913)، تلتها الحرب العالمية الأولى (1914–1918) ثم الحرب اليونانية التركية (1919–1922)، وهي صراعات كان لها أثر بالغ على العائلة المالكة، وأدت إلى نفيها إلى سويسرا (بين عامي 1917 و1920)، ثم إلى فرنسا والمملكة المتحدة (من 1922 حتى 1936). وخلال فترة النفي، اعتمدت مارغريتا وعائلتها على دعم أقاربهم في الخارج، لا سيما الأميرة جورج من اليونان والدنمارك التي وفّرت لهم المسكن في سان-كلو، والسيدة لويس ماونتباتن التي ساعدتهم ماليًا.
في أواخر العشرينيات، عانت والدة مارغريتا من أزمة نفسية أدت إلى احتجازها في مصح نفسي سويسري. وبعد ذلك، في عام 1931، تزوجت مارغريتا من الأمير غوتفريد من هوهِنلوه-لانغنبورغ، وانتقل الزوجان إلى قلعة فيكَرْسهايم حيث أنجبا أربعة أبناء (الأمراء كرافت، جورج أندرياس، روبريخت، وألبريشت) وابنة واحدة (الأميرة بياتريكس). انضم الزوجان إلى الحزب النازي في عام 1937، واستغلا علاقاتهما العائلية لتعزيز تقارب بين النازية والمملكة المتحدة، دون جدوى. وخلال ثلاثينيات القرن العشرين، سافرت مارغريتا وزوجها إلى الخارج عدة مرات، أبرزها زيارتها لنيويورك عام 1934 للإدلاء بشهادتها لصالح غلوريا مورغان فاندربيلت، خطيبة غوتفريد السابقة، في قضية حضانة ابنتها غلوريا.
خلال الحرب العالمية الثانية، التي قسمت أفراد عائلتها بين معسكرين متحاربين، بقيت مارغريتا في لانغنبورغ. وبعد الهزيمة الألمانية واحتلال الحلفاء للبلاد، تعرضت حياتها وزوجها لهزات جديدة. وعلى الرغم من نجاتهما من السوفييت، الذين قتلوا عددًا من أبناء عمومتهما، فقد تعرضا للتهميش من قبل العائلة المالكة البريطانية وقت زواج شقيقها الأمير فيليب من الأميرة إليزابيث عام 1947. غير أنه مع مرور الوقت، أعيد دمجهما في الحياة الاجتماعية للنخبة الأوروبية، كما يتضح من دعوتهما وحضورهما تتويج الملكة إليزابيث الثانية عام 1953، ومشاركة الأميرة مارغريتا في زفاف خوان كارلوس، أمير أستورياس، من الأميرة صوفيا ابنة خالتها عام 1962. وبعد وفاة زوجها عام 1960، شهدت مارغريتا حريقًا شب في قلعة لانغنبورغ عام 1963. توفيت الأميرة عام 1981 ودُفنت في ضريح عائلة هوهِنلوه-لانغنبورغ. وكانت مارغريتا عمة الملك تشارلز الثالث من جهة الأب.